# ヴァールシュタイン
ヴァールシュタイン (ドイツ語: Warstein, ドイツ語発音: [ˈvaːɐ̯ʃta‿in]) は、ドイツ連邦共和国ノルトライン＝ヴェストファーレン州アルンスベルク行政管区のゾースト郡に属す中規模都市である。
ヴァールシュタインの面積は 158.03 km2、人口は約 26,200人である。

## 地理

### 位置

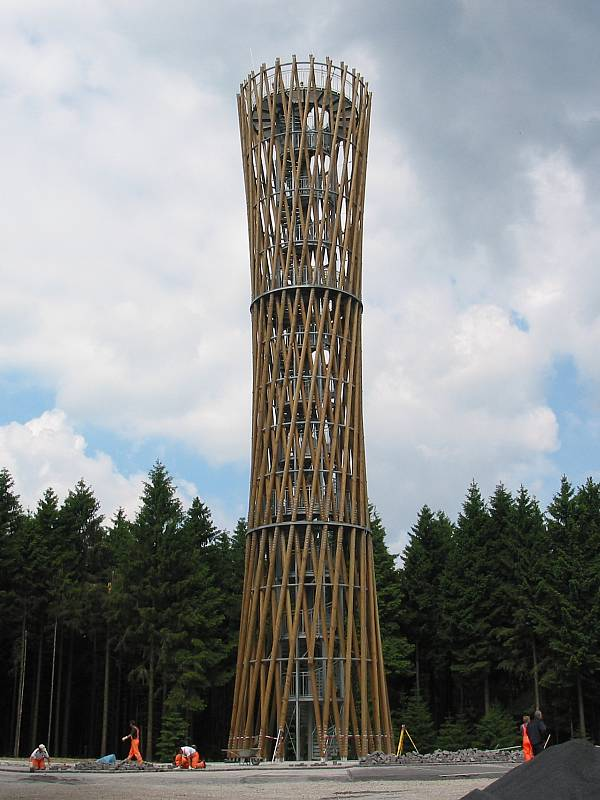
市内最高地点に建つレルメッケ塔

ヴァールシュタインはゾースト郡南部、アルンスベルク自然公園内のヴェスター川沿いに位置する。ハールシュトラングに接するザウアーラントの北端、ヴェストファーレン盆地の裏側にあたる。
ヴァールシュタインの市域は、森に覆われた南部（ヴァールシュタインの森）と森のない北部（ハールシュトラング）からなる。この2つの地形の境界がメーネ川である。ハールシュトラングは、南の北部ザウアーラント高地と北のヘルヴェーク沃野のハールシュトラングとの境界をなしている。
市内の最高地点は、ヴァールシュタインから約 4 km 南（直線距離）の市境から数 m 北のプラックヴェークヘーエの最高点（海抜 581.5 m）とアルンスベルクの森自然公園のレルメッケ塔が建つ海抜 581.3 m の地点である。最低地点は、ヴァルトハウゼン地区の北のバイヴィンデタールの 216.5 m 地点である。
バイヴィンデタールの特殊な点は、ザーレ氷期に内陸氷によって堰き止められていた氷河の融解水がハールシュトラングを超えてメルプケタール（ニーダーベルクハイムとフェリングハウゼンとの間を流れるメーネ川の支流）流れ込んだことである。ニーダーベルクハイムのかつてのレンガの窯付近には、融解水によって北からハールを超えて来た玉石が見られる。内陸氷が最大となったおおよその状態はハール北側のシュレッデン川で判る。この川は約 250 m の高さからより低い北東方向へ流れている。これは氷河が北東から押され、ここを通ったことにより谷が深くなったためである。

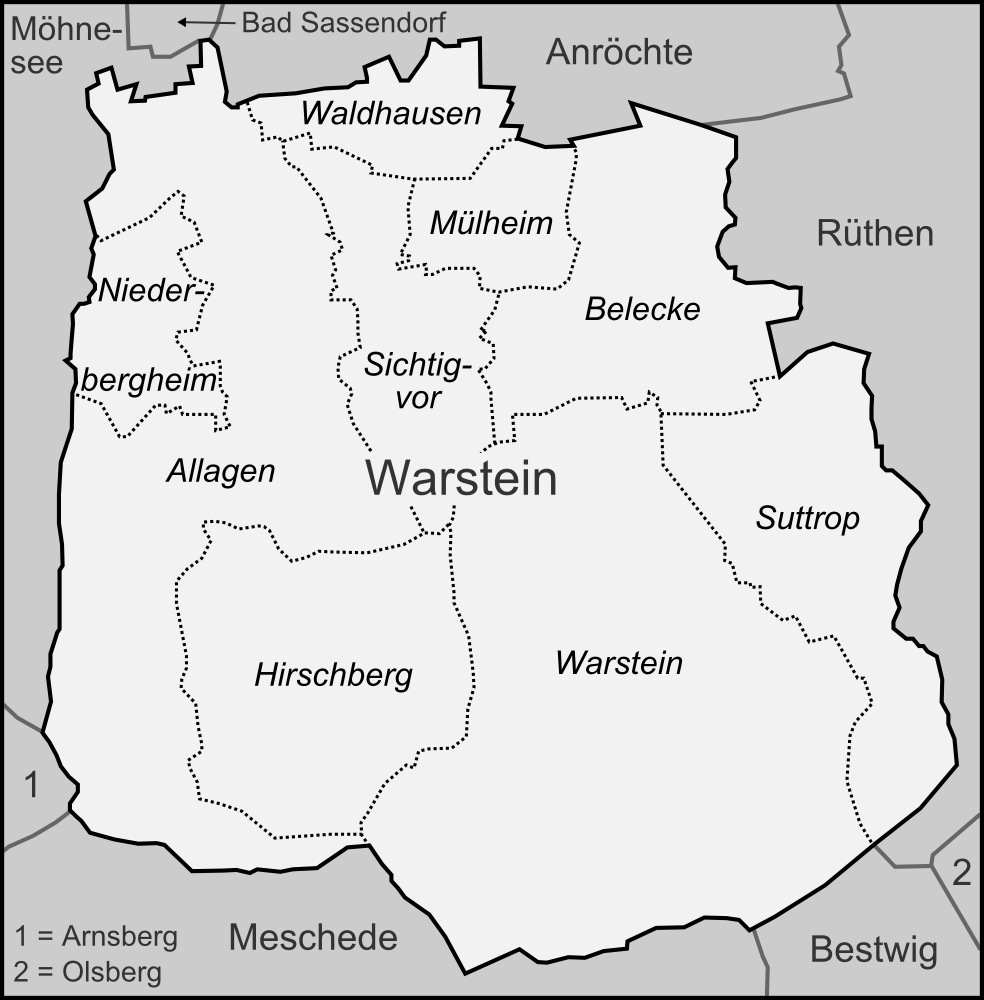
ヴァールシュタインの市区図

### 市域の広がり
ヴァールシュタインの最北地点はエルデとアルテンメルリヒとの間、最も東はホーラー・シュタインの南約 2 km、最南端はシュティムシュタム峠の南西約 0.7 km 地点、最も西はメーネゼーの最南端にもあたるラッテンベルクの北東 1.7 km の場所である。東西の幅は約 14.5 km、南北の幅は約 14.9 km である。

### 市の構成
ヴァールシュタインは、アラゲン、ベレッケ、ヒルシュベルク、ミュルハイム、ニーダーベルクハイム、ジヒティヒフォア、ズットロプ、ヴァルトハウゼン、ヴァールシュタイン（中心市区）の9つの市区で構成されている。

### 隣接する市町村
ヴァールシュタインに隣接する市町村は北から時計回りに以下の通りである: アンレヒテ、リューテン、ベストヴィヒ、メシェデ、アルンスベルク、メーネゼー、バート・ザッセンドルフ。

### 気候
1961年から1990年までのヴァールシュタイン市の年間平均気温は、ハール北側の高度が低い地点での 8.4 ℃から最高地点での 6.4 ℃の間である。極端な低気温が、谷の地形でしばしば起こる逆転層のために観測される。また、高気温はやはり谷の低い地形によるものである。最も寒い月は1月で、その平均気温は山地で -1.3 ℃、バイヴィンデタールのすぐ東側（ヴァルトハウゼンの北）で +0.7 ℃である。最も暖かいのは7月で、平均気温は 14.3 ℃から 16.4 ℃である。
1981年から2010年の年間平均気温は、1961年から1990年のそれに比べて約 0.7 ℃高い。この差が最も大きかったのは7月の +1.1 ℃、小さかったのは10月の +0.1 ℃であった。
降水量は、場所や季節に大きく依存している。1961年から1990年までの平均年間降水量は、ドイツ気象庁のヒルシュベルク測候所で 1087.5 mm、ヴァールシュタイン測候所で 1021.3 mm、ベレッケ測候所で 903.4 mm である。市内で最も乾燥した地域は、ベレッケ中心部の東に接するメーネタールで約 890 mm である。最も降水量が多いのはヴァールシュタインの最高地点で約 1210 mm である。
こうした降水量の差は、北に向かって傾斜した地形とこれによる風向きやフェーン現象の作用による。季節変動については、南西部ではしばしば冬に最大降水量が観測される。ヴァールシュタインのベレッケ測候所では降水量の約 30 % 以上が冬季に降る。逆に夏季には約 6 % 程度で、雷雨や夕立の形で、比較邸均等に降る。ヴァールシュタインとヒルシュベルクの降水量の差は、10月から4月までは小さく、5月から9月までのヒルシュベルクの降水量はヴァールシュタインのそれに比べて 12 % 多い。これはおそらくヒルシュベルクが森に囲まれており、このため蒸発水が多いためと考えられる。これがにわか雨や雷雨をもたらし、あるいはにわか雨を激しいものにする。
1981年から2010年の平均年間降水量は、1961年から1990年のそれに比べて、約 +8 % である。月ごとでの比較では、1月の -8 % から9月の +28 % の間である。

## 歴史

### 先史時代

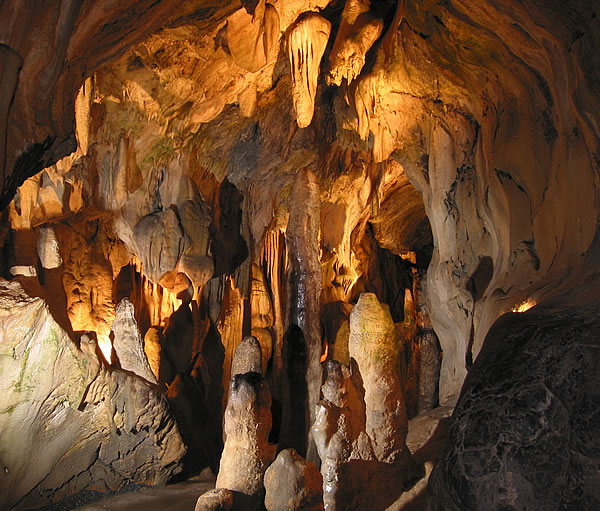
先史時代に人が住んだ痕跡が発見されたビルシュタイン洞窟

ヴァールシュタインにヒトが住んだ最も古い痕跡は、ビルシュタイン洞窟で発見された。1887年の発掘・研究作業で発見された石器は、最新の研究では中石器時代のものと同定された。さらにビルシュタイン洞窟の第1文化洞窟では、鐘状ビーカー文化（銅製のナイフ）、骨壺墓地文化時代の円筒形容器、ローマ帝国以前の鉄器時代の数多くの遺物（陶片、装飾具、紡錘、男性の頭蓋骨片）が発見された。

### 中世
ヴァールシュタインの最初の文献記録は1072年であると長年誤って認識されていた。この文書、ザウアーラントのグラーフシャフト修道院の土地台帳は、80年前に偽書であることが判明した。この偽書には1200年に補遺がつけられた。この後付けされた補遺に初めてヴァールシュタイン（"Warsten" と表記されている）が記述されている。したがって、ヴァールシュタインの最初の文献記録は1200年である。この最初の記述は、ヴァールシュタインの十分の一税を巡るアルンスベルク伯とケルン大司教との争いに関連するものである。
当時のヴァールシュタインは、現在のヴァールシュタイン旧市街ではないと考えられている。シュタットベルクの防衛施設で護られた都市創設以前にヴェスター川の谷の西斜面にあった入植地がヴァールシュタインと呼ばれていたと考えられる。現在のアルテンヴァールシュタインである。ここには、確認できる範囲ではヴァールシュタイン地域で最初の教会があった。その基礎部分は1950年代に専門性のない発掘によって露出された。周囲の墓地では、石器時代の散乱した遺物の他に、わずかながら中世後期（12世紀から14世紀）の陶片や焼け跡が発見されており、都市形成以前のアルテンヴァールシュタイン集落ですでに鉄加工が行われていたことを示している。この入植地は、1949年までダーフィト坑で鉄の採掘が行われていた場所からわずか数百メートルしか離れていない。
ヴァールシュタインは1276年にケルン大司教ジークフリート・フォン・ヴェスターブルクによって都市権を授けられたとする従来の説は、確実に論破された。都市権獲得の精確な日付は判っていない。隣町のベレッケと同時期の1296年に都市権を獲得したとするのが有力な説である。1307年以後に初めてケルン大司教ハインリヒ2世・フォン・フィルネブルク（ジークフリートの2代後）によって都市城砦が建設された。

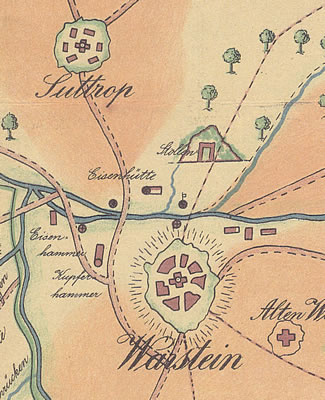
1630年のヴァールシュタイン周辺地図。ヴァールシュタインの東（この地図では上）に鉱山 (Stollen) が見られる。

### 経済的基盤
近年、中世後期のザウアーラントにおける都市形成に鉱業経済の背景が何らかの役割を担ったか否か、担ったとすればその影響はどの程度であったのかが議論されている。着目されるのは、固有の硬貨を持つエーファースベルク市の創設（1242年）である。考古学研究の結果、エーファースベルク硬貨は、集落周辺で採取された原料の銅と銀を加工していることが示唆された。これに関連して、アルンスベルクの森におけるジークフリート・フォン・ヴェスターブルクによる3つの都市建設（ベレッケ、カレンハルト、ヴァールシュタイン）が、いずれも鉱床の近くで行われていることは注目に値する。ベレッケ周辺では鉛鉱石、カレンハルト周辺では鉛および鉄鉱石、ヴァールシュタイン周辺では特に鉄鉱石（ただし銅や鉛も）が産出された。1364年にヨハン・フォン・ヒュッケルハイムが「シュミーデヴェルク」（直訳すると「鍛冶工房」）をレーエンとして与えられた。これにより初めてヴァールシュタイン周辺での製鉄業が初めて文献に記録された。それによればヴァールシュタインで最初の製鉄所はオーバーハーゲンの麓にあった。ヴァールシュタインの都市城砦は反対側の谷にあり、かつての製鉄所の建物とオーバーハーゲンの極めて豊かな鉱山を監視していた。
中世、ヴァールシュタインは長らくハンザ同盟に加盟しており、この事はこの街に確実な富をもたらした。当時の主な経済分野は大きな森林に基づく林業で、これに加えて鉄の採掘および加工、農耕であった。鉱業は18世紀の第3四半期以降大きな発展を遂げた。マティアス・ゲルハルト・フォン・ヘッシュが1739年に当時の隣町ズットロプとの境界に、地元の鉄鉱石鉱床を基盤とした製鉄所を開設した。鍛造工場や地元の製品製造者によって再加工が行われた。この伝統を引き継ぎ、ヴァールシュタインやその隣町のベレッケやズットロプなどは、19世紀前半にヴェストファーレンの初期工業化の重点地となった。

### 近世

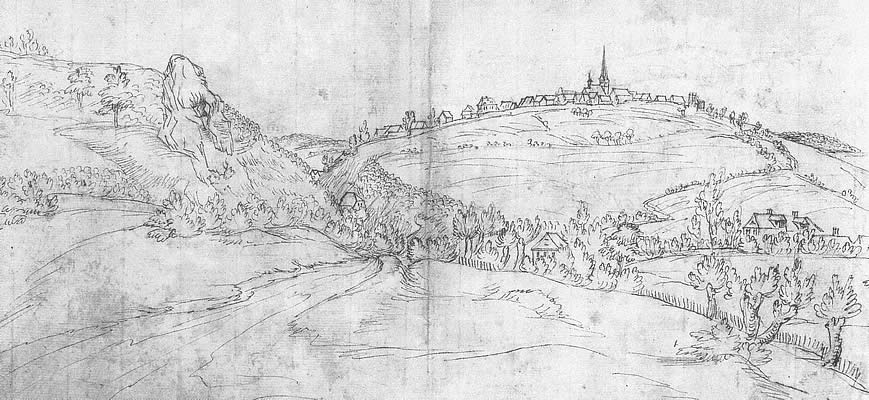
1720年から1730年の間のヴァールシュタイン

18世紀末に大きな政治的事件が起こり、ヴァールシュタインもその影響を被った。フランス革命に関連し、1789年から市民層の反乱が増加した。いわゆるヴァールシュタインの「愛国者戦争」では、それまでの指導者階層の政党「プリンツェン」と「愛国者党」が結成された。1794年に「プリンツェン」が勝利を収めた。しかしこの党派も絶望的な財政状況のために改革せざるを得なくなった。
1802年12月31日の火災で市の大部分が焼失した。その結果、市の中心部はそれまでのシュタットベルクからヴェスター川沿いに移された。
1802年、ヘッセン＝ダルムシュタット方伯がヴェストファーレン公領を占領し、ヴァールシュタインもこれに従った。1816年、ウィーン会議の結果この地域はプロイセン領となった。
早くも1830年代にかなりの従業員を擁する錬鉄工場と再加工業者（たとえば、ベルゲンタール社やヴァールシュタイン鉱山・精錬工場）が開業した。しかし、ルール地方の発展によりこうした組織はわずか数十年後に危機に瀕した。その結果工場閉鎖、失業、住民流出が起こった。この危機は、主に鉄鋼生産の放棄と特化した製品（特に自動車や鉄道のシャフト）製造に移行することで克服された。
1844年からアムト・ヴァールシュタインが形成された。1848年から1849年の革命の時代にヴァールシュタインで再び住民の衝突が起こった。帝国時代、ヴァールシュタインではザウアーラントの他の多くの街に比べ、かなり早い時期に、より激しい労働運動が起こった。

### 国家社会主義の時代と第二次世界大戦

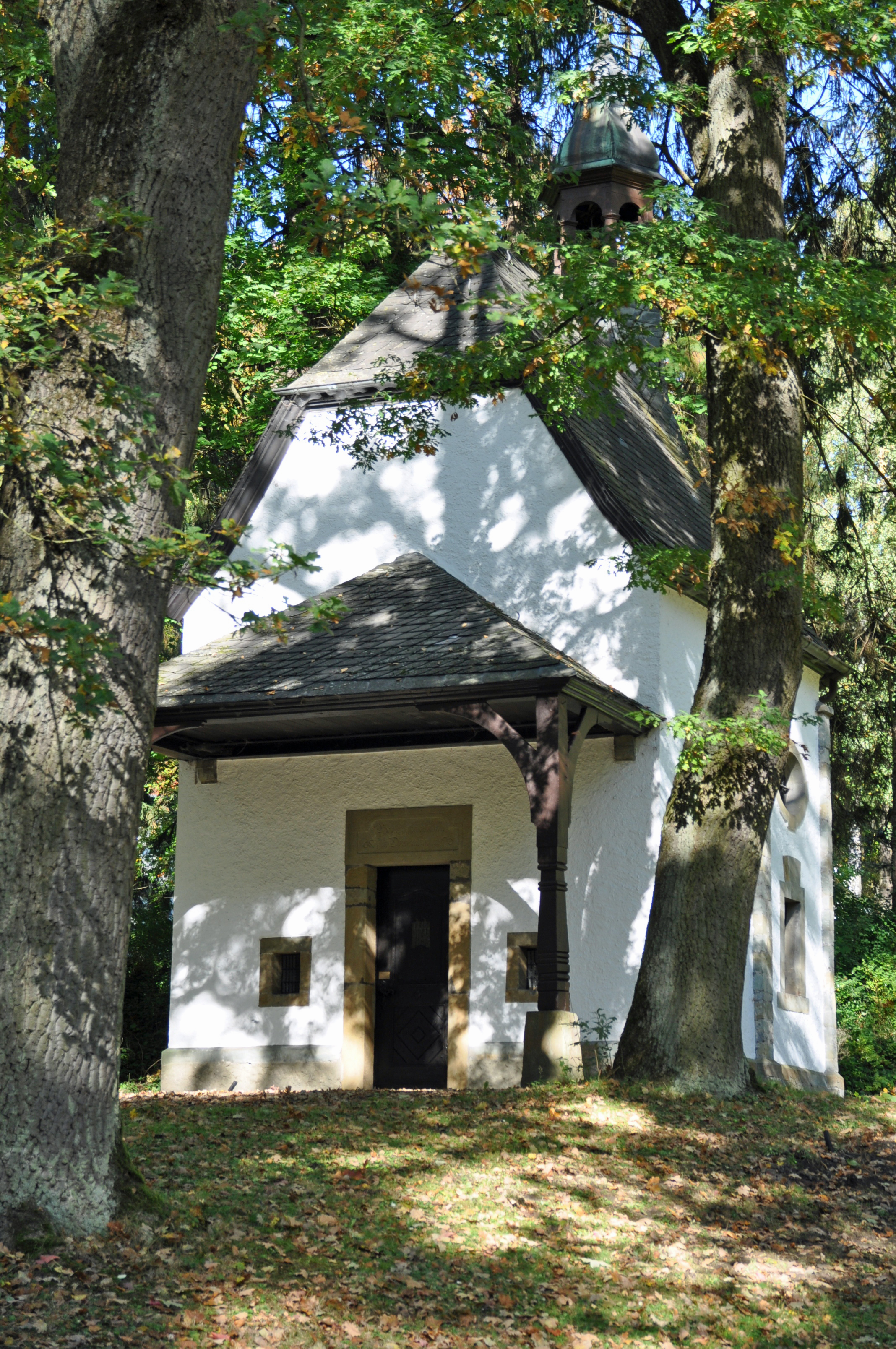
トライゼ礼拝堂は1985年から安楽死政策の犠牲者を追悼する場となった。

州の精神病院として1902年に開設され、後にプロヴィンツィアールハイルアンシュタルトと改名された精神病院（現在の LWL-クリニーク・ヴァールシュタイン）は、国家社会主義の時代には障害者に対する政治組織に組み込まれていた。1933年の遺伝性疾患子孫防止法に基づき、かなりの数の強制断種が行われた。1940年から1943年までの間に安楽死政策によって合計1575人の患者がハダマール安楽死施設などの施設に「転院」させられた。司教のクレメンス・アウグスト・グラーフ・フォン・ガレンは、その安楽死説法の中で、ヴァールシュタインからの移送をはっきりと容認している。それまで国家社会主義を支持していた病院付き司祭ロレンツ・ピーパーは1941年に抗議書で殺害行為を批判し、そのために解雇された。現在、病院敷地内の礼拝堂で犠牲者が追悼されている。
1944年9月から、V2-プログラムの師団司令部がヴァールシュタイン近郊のズットロプに置かれた。終戦直前の1945年3月、数百人の外国人労働者の集団がヴァールシュタインにやって来た。外国人労働者は皆やせ衰え、一部は住民に物乞いした。彼らは国民突撃隊に監視されており、地元で従事していた外国人労働者の集団とともに仮設収容所（ヴァールシュタインのヘレンベルクの射撃場）に監禁された。親衛隊大将ハンス・カムラーは1945年3月20日の直前に車で渋滞に遭った。この渋滞は帰国する外国人労働者の集団によって引き起こされたものであった。さらに彼はヴァールシュタイン近郊の森を散策中に外国人労働者の見張りのいない収容所に遭遇した。地元の役場はこの状況に対応できないと思われたため、カムラーは秩序を回復するために相当数の外国人労働者を銃殺するよう部下に命じた。カムラーの命令に従って、1945年3月21日から23日にアルンスベルクの森の大量虐殺が起こった。アルンスベルクの森（ヴァールシュタインとズットロプ）で208人の外国人労働者が射殺されたが、その中には女性や子供も含まれていた。
アメリカ軍は1945年4月5日から8日に現在のヴァールシュタインの市域を制圧した。小さな戦闘があり、数人の死者が出た。

### 市町村新設以後
1975年1月1日以降、地域再編によってノルトライン＝ヴェストファーレン州の構造は完全に変化し、ヴァールシュタインが現在の形となった。すなわち、アムト・ヴァールシュタインは、周辺市町村のアラゲン、ベレッケ、ヒルシュベルク、ミュルハイム/メーネ、ジヒティヒフォア、ズットロプ、ヴァールシュタインとともに新たな市ヴァールシュタインに統合された。さらにヴァールシュタインはアルンスベルク郡（その大部分が現在のホーホザウアーラント郡にあたる）に組み込まれたが、その後ゾースト郡に編入された。

## 住民

### 宗教

#### 概要

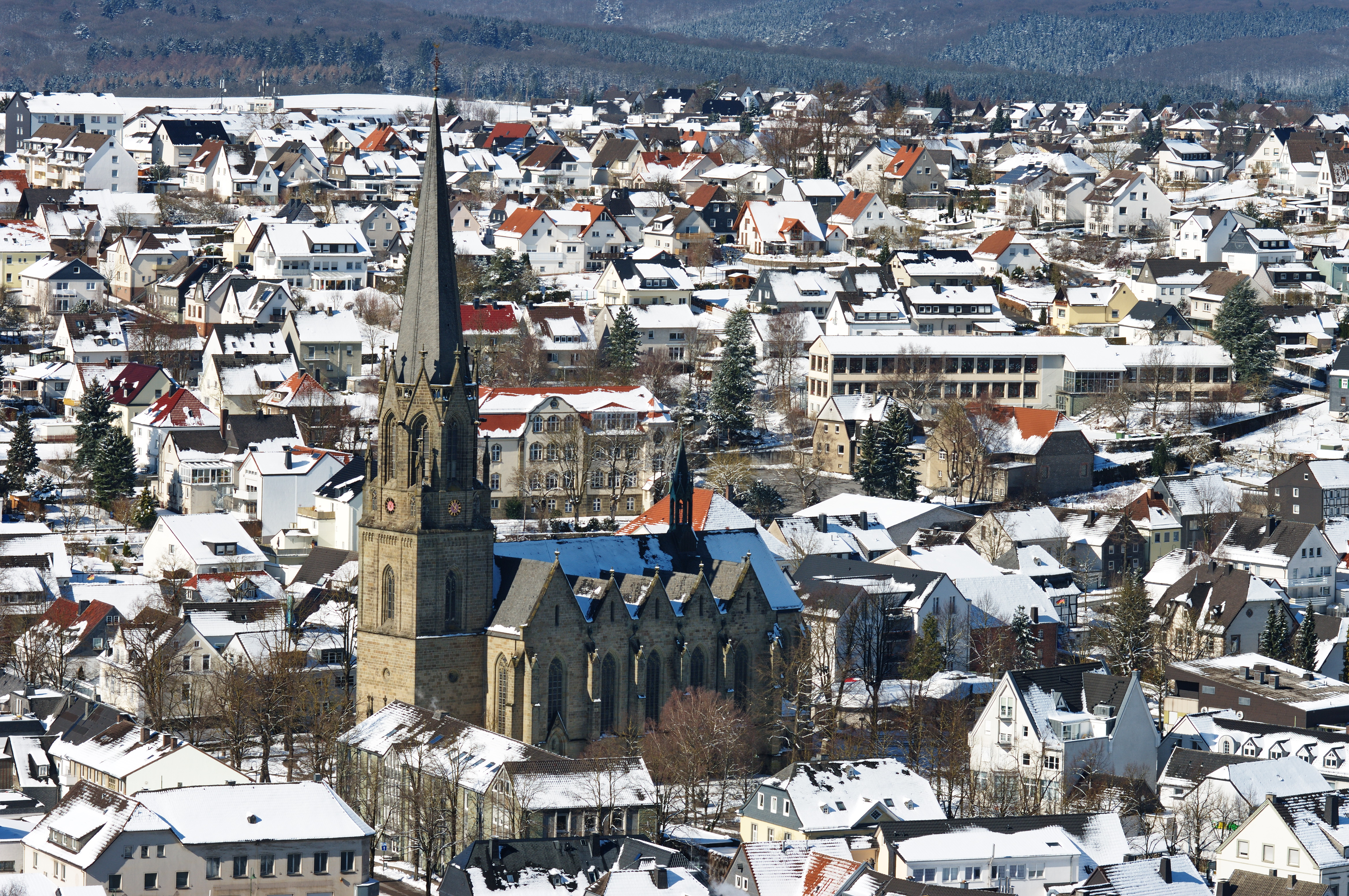
聖パンクラティウス教会

ヴァールシュタインは元々ケルン大司教区に属していた。1821年に教皇ピウス7世の教皇勅書「De salute animarum」によってヴァールシュタインはパーダーボルン司教区（後のパーダーボルン大司教区）に移管された。宗教改革はヴァールシュタインに影響を及ぼさなかった。現在も住民の 2/3 以上がローマ＝カトリック信者であり、ヴァールシュタイン聖ペテロ教会、ヴァールシュタイン聖パンクラティウス教会、ヒルシュベルク聖クリストフォルス教会、ズットロプの断頭された聖ヨハネス教会からなるヴァールシュタイン司牧連合およびメーネタール司牧連合に属している。工業化の時代やウィーン会議によってプロイセン領となったことでプロテスタント信者もこの街に住むようになった。第二次世界大戦後の難民によって、さらに福音主義キリスト教徒がヴァールシュタインに流入した。福音主義教会は、1852年から1857年にクプファーハンマー邸の向かいに建設された。ヴァールシュタイン住民の約 20 % が福音主義教会に属しており、約 15 % がその他の宗教または無宗教である。

#### ユダヤ教

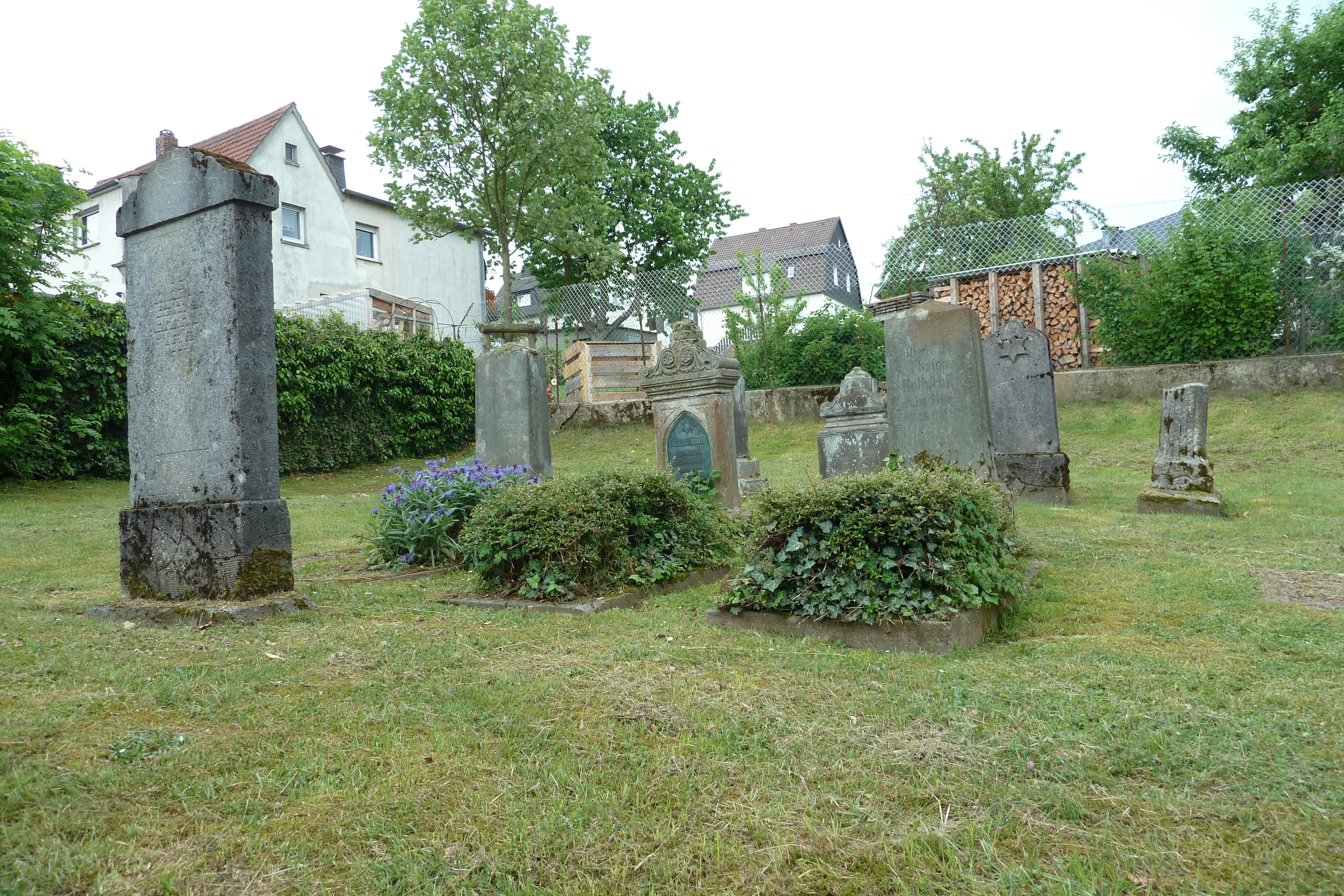
ヴァールシュタインのユダヤ人墓地

ヴァールシュタインのユダヤ教会の伝統（ヴァールシュタインのユダヤ人は1664年に最初の記録が遺されている）は、第三帝国の時代に消滅した。19世紀にはすでにこのコミュニティは、3家族が転居したことで衰退していた。ランゲ通りの小さな木組みのシナゴーグは水晶の夜に荒らされたが、破壊は免れた。この建物はその後、農業の納屋として用いられ、家畜小屋になったこともある（この点については矛盾した記述もある）。このシナゴーグは1971年に取り壊された。排斥運動後もヴァールシュタインに住んでいたユダヤ人家族コーン家とアレンスベルク家は1939年にアルゼンチンに移住したが、イルムガルトおよびユリウス・ゴンゼンホイザーとベルタ・カウフマンはこの街に留まった。ユリウス・ゴンゼンホイザーはブーヘンヴァルト強制収容所で亡くなった。その骨壺はヴァールシュタインのユダヤ人墓地に埋葬されている。
戦争後ヴァールシュタインに新しいユダヤ人組織は形成されなかった。ドイツ再統一の時代にユダヤ人がこの街に移り住んだ。移住していったユダヤ人たちは帰ってこなかった。この街でユダヤ人の生活をしのばせるものは、新たに設けられた「モーリッツ＝カウフマン＝ガッセ」（モーリッツ・カウフマンはヴァールシュタインのシナゴーグ指導者であった）、「シナゴーグガッセ」（ランゲ通りとザウツベルンヒェンとを結ぶ小径で、旧シナゴーグ跡を通っている）の道路標識がある。
ユダヤ人墓地は、墓石が動かされているものの、おおむね保存されている。このユダヤ人墓地は、2002年以降ヴァールシュタイン市の文化財リストに掲載されている。
「ユーデンキルヒホーフ」という農場名が地元の文学作品でしばしばユダヤ人埋葬地と関連づけられている。しかしこれは全くの誤りである。森の耕作地「ユーデンキルヒホーフ」は市の南約 5 km のプラックヴェークヘーエの麓に位置している。この名称はおそらく、数多くの丘陵に由来しており、アルンスベルクの森のあちらこちらにある。この丘陵は、昔の墳丘（たとえばトイトブルクの戦いと関連したものなど）を意味している。アルンスベルクの森の他の丘陵における考古学調査は、墳丘ではないことを示した。詳細な背景については今も明らかでない。

## 行政

### 市議会
ヴァールシュタインの市議会は、36議席からなる。

### 首長
- 1946年 - 1946年　カール・ピーパー、CDU
- 1946年 - 1948年　ヘルマン・リセ、CDU
- 1948年 - 1952年　ヨーゼフ・メンケ、SPD
- 1952年 - 1967年　ヘルマン・リセ、CDU
- 1967年 - 1969年　エンゲルベルト・クロップフ、CDU
- 1969年 - 1974年　ハインリヒ・リンネンブリュッガー、CDU
- 1975年 - 1989年　ヘルマン・クロル＝シュリューター、CDU
- 1989年 - 1994年　ゲオルク・ユラシュカ、SPD
- 1994年 - 1997年　マンフレート・ゲッデ、CDU
- 1997年 - 1999年　クレメンス・ヴェルナー、CDU
- 1999年 - 2004年　ゲオルク・ユラシュカ、SPD
- 2004年 - 2015年　マンフレート・ゲッデ、BG
- 2015年 - 　トーマス・シェーネ、CDU[10]

### 紋章と旗
ヴァールシュタイン市は、1991年4月10日（1975年8月13日にもすでに認可を得ていた）のアルンスベルク行政管区長官の文書により、紋章の使用権を得た。
紋章の図柄: 銀地（白地）と赤地に左右二分割。向かって左は、端が縁につく黒十字。向かって右は9つの銀（白）の珠が左から縦に 5 : 4 に配置されている。
紋章の図柄解説: 白地に黒十字はケルン大司教の所領であったことを意味している。紋章向かって右側の9つの白い珠は9つの地区を象徴している。以前のアムト・ヴァールシュタインの紋章は黒地に白い市門があり、その中に聖ペテロ（ケルン司教区の守護聖人）が十字架と鍵を持って立っている図柄であった。
幟: ヴァールシュタイン市はさらに1991年4月10日のアルンスベルク行政管区長官の文書により幟を使用する権利も得た。
幟の図柄: 長辺に沿って、白 - 黒 - 白に 1 : 3 : 1 の幅に塗り分けられた地の上半分、中央の地（黒地）に市の紋章が描かれている。

### 姉妹都市
ヴァールシュタインは、以下の都市と姉妹都市関係にある。
- サン＝ポル＝シュル＝テルノワーズ（フランス語版、英語版）（フランス、パ＝ド＝カレー県）1964年
- ヴルツェン（ドイツ語版、英語版）（ドイツ、ザクセン州）1990年10月3日
- ヘブデン・ロイド（英語版）（イギリス、ウェスト・ヨークシャー）1995年11月
- ピエトラパオラ（イタリア、カラブリア州）2010年9月

## 文化と見所

### 演劇
演劇上演は、ベレッケ市区のテアターアウラで行われる。

### 博物館

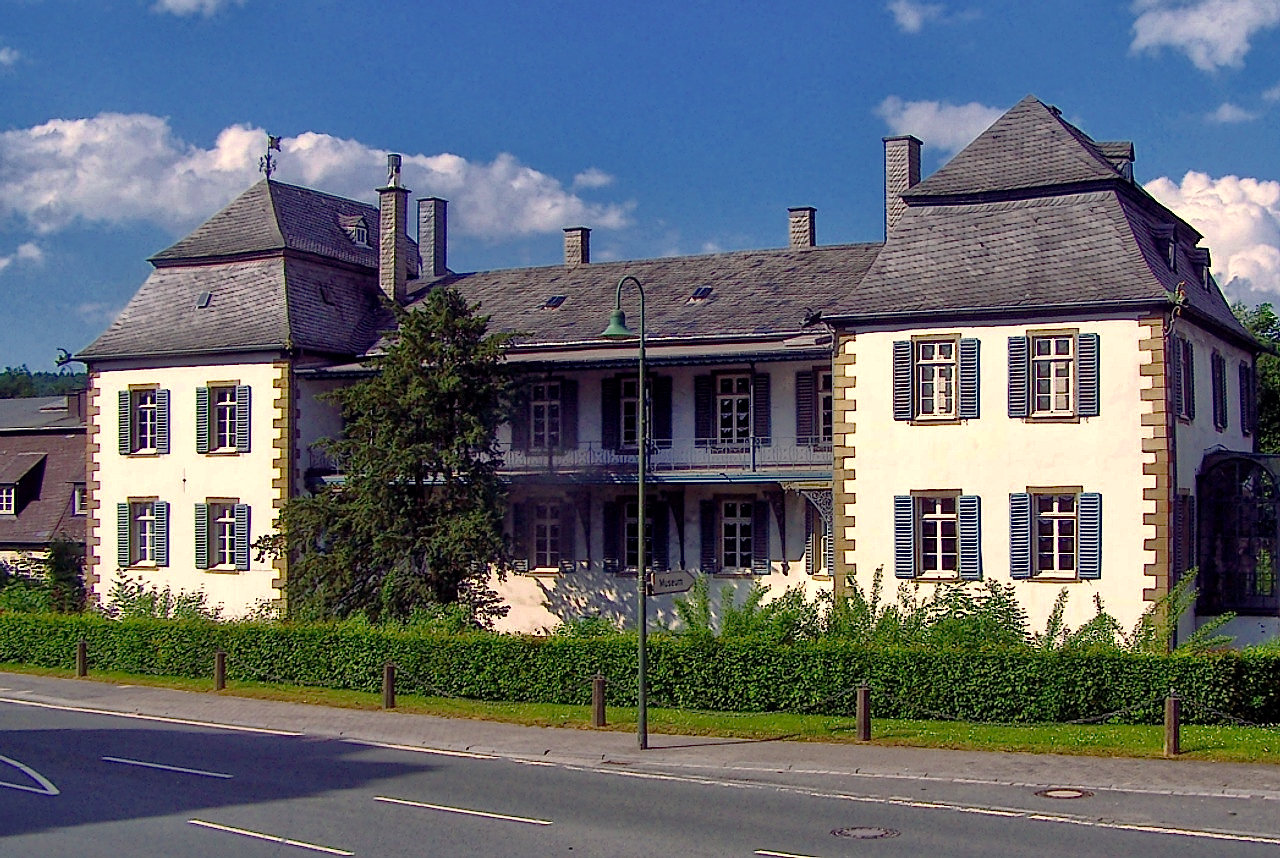
市立博物館（旧クプファーハンマー邸）

連邦道 B55号線沿いのクプファーハンマー邸は、いくつもの建築フェーズを経て建造された城館風建築で、最終的には工場主のベルゲンタール家が居館として使っていた。この建物には現在、ヴァールシュタインで最も大きく有名な市立博物館が入居している。ここでは自ずと体感できる18世紀から19世紀の有力市民の豪邸の他に、鉄加工、地質学、ヨハン・エリアス・リディンガーの狩猟の銅版画コレクション、彫刻が展示されたヴィンターガルテン（冬の庭園）が見られる。庭園の彫刻では、ゴシック様式のヴァールシュタインの聖母は特に貴重である。各市区の他の博物館には以下のものがある。
- ベレッケ司祭館の宝物室には市の教会美術と村の歴史博物館が入居している。
- アラゲン市区ダッセル邸の郷土資料室。
- ヒルシュベルクの狩猟資料室。
- ジヒティヒフォアの鎖鍛冶博物館。

ビルシュタイン洞窟入り口のすぐ前にある旧ユースホステルには、ビルシュタイン洞窟の小さな情報展示室があり、先史時代および古生物の出土品、ビルシュタインタールにおける中世の鉄生産、ビルシュタイン洞窟の広がりなどが展示されている。
LWL-クリニーク・ヴァールシュタインは、火曜日と水曜日に精神医学の100年以上におよぶ歴史を紹介する博物館を公開している。入場は無料である。非公開日でも予約すればグループ見学が可能である。
- ベレッケ司祭館の宝物室
- アラゲンのダッセル邸
- ジヒティヒフォアの鎖鍛冶博物館
- LWL-クリニーク・ヴァールシュタインの精神医学博物館

### 音楽
ヴァールシュタインには、いくつかの音楽クラブがある。たとえばアラゲンやジヒティヒフォアのブラスオーケストラ、市全域の多くの合唱団や音楽隊、ヴァールシュタイン、ヒルシュベルク、ズットロプの狩猟ホルン吹奏団、ズットロプのロック・クラブなどである。かつての市立音楽学校は、2008年から民営化され、就学前の子供に歌を教えている。また、楽器演奏やオーケストラ活動も行っている。
音楽グループ「ヴァールシュタイン=プロジェクト」は、次世代がほとんど忘れかけているザウアーラントの民謡に取り組んでいるが、有名な民謡やヴァールシュタイン固有の郷土の歌を再評価する活動も行っており、インターネット上で歌詞や楽譜を無料で配布して、普及・保存に努めている。

### 建築

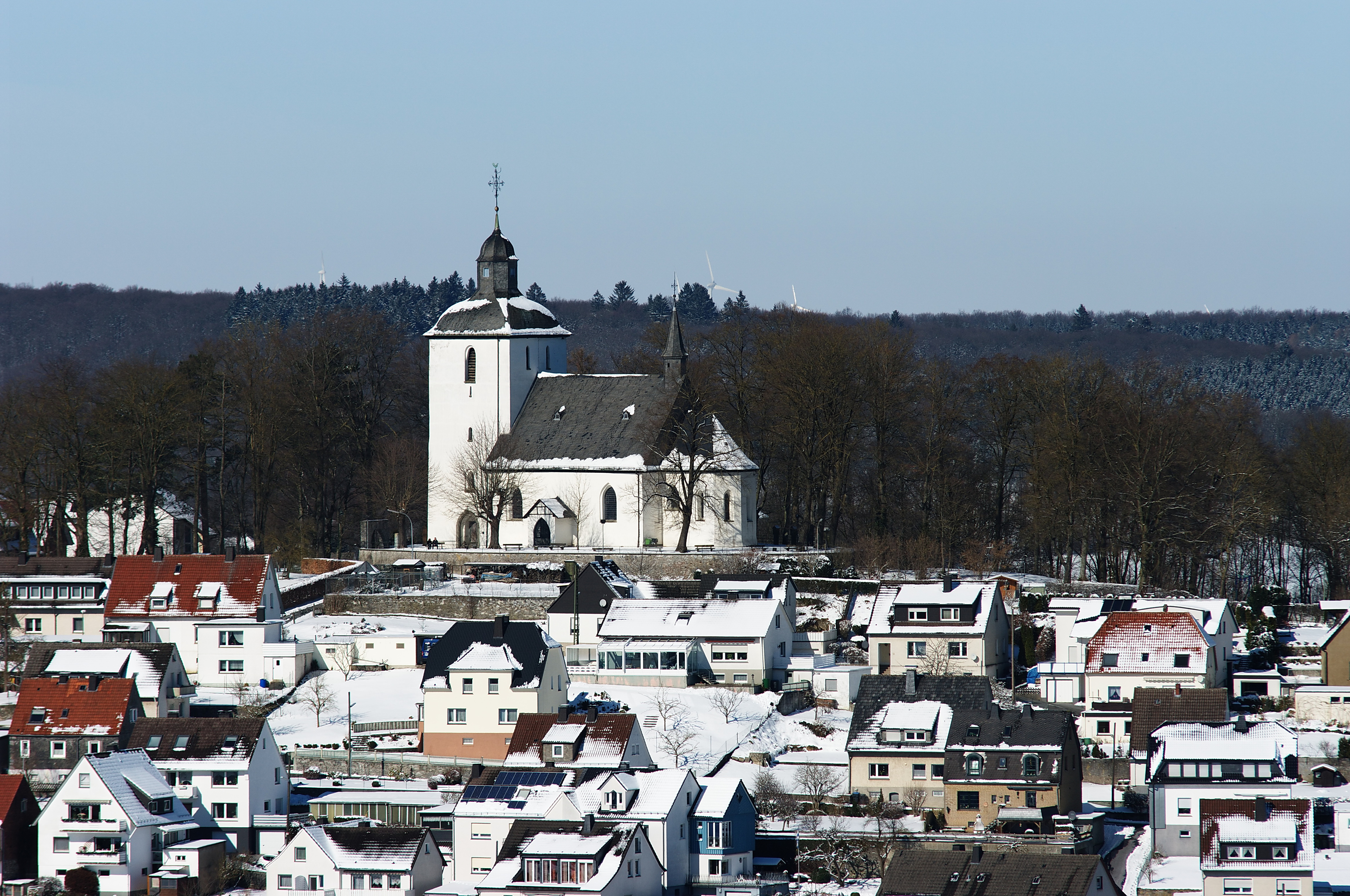
ヴァールシュタインのアルテ・キルヒェ

本市の建造物では、クプファーハンマー邸の他に各市区にある多くの教会建築が挙げられる。ネオゴシック様式のカトリック聖パンクラティウス教区教会は、マルクト広場とともに内市街の中心地点となっている。パンクラティウス教会周辺にあったヴァールシュタイン「創成期」の建物 - プロギムナジウム、市庁舎、区裁判所 - は1960年代および1970年代の近代化の犠牲となった。14世紀初めにシュタットベルクにアルテ・キルヒェ（古い教会）が建設された。その建設は、1307年頃からのヴァールシュタイン都市防衛施設の建設と関連していた。シュタットベルクの最も高い場所にあるこの教会は、見張り塔として利用される堅牢な塔を備えた防衛施設の一部であり、いわば都市防衛施設のベルクフリートであった。かつての市壁はほんの一部しか遺されていない。近世初期の度重なる火災の結果、建造物はほとんど現存していない。（アルテ・キルヒェに次ぐ）最も古い建物はシュタットベルクのツェーントホーフである。これはグラーフシャフト修道院の付属建造物で、周辺地域から十分の一税を納める窓口であった建物である。現存する最も古い農家は18世紀のものである（アウフム・ブルーフ）。現存する19世紀の古典主義建築はわずか（ハウプト通り、マルクト広場）である。
ベレッケ旧市街も歴史上重要であるが、その他の集落中心部にも木組み建築の街並みが遺されている。
さらに、ヴァールシュタインの森の市内最高地点近く、すなわちアルンスベルクの森自然公園の最高地点の近くでもあるレルメッケ塔は、ホーホザウアーラントを望む施設として用いられている。
- ベレッケ旧市街
- ヒルシュベルク地区

### 自然保護、景観保護

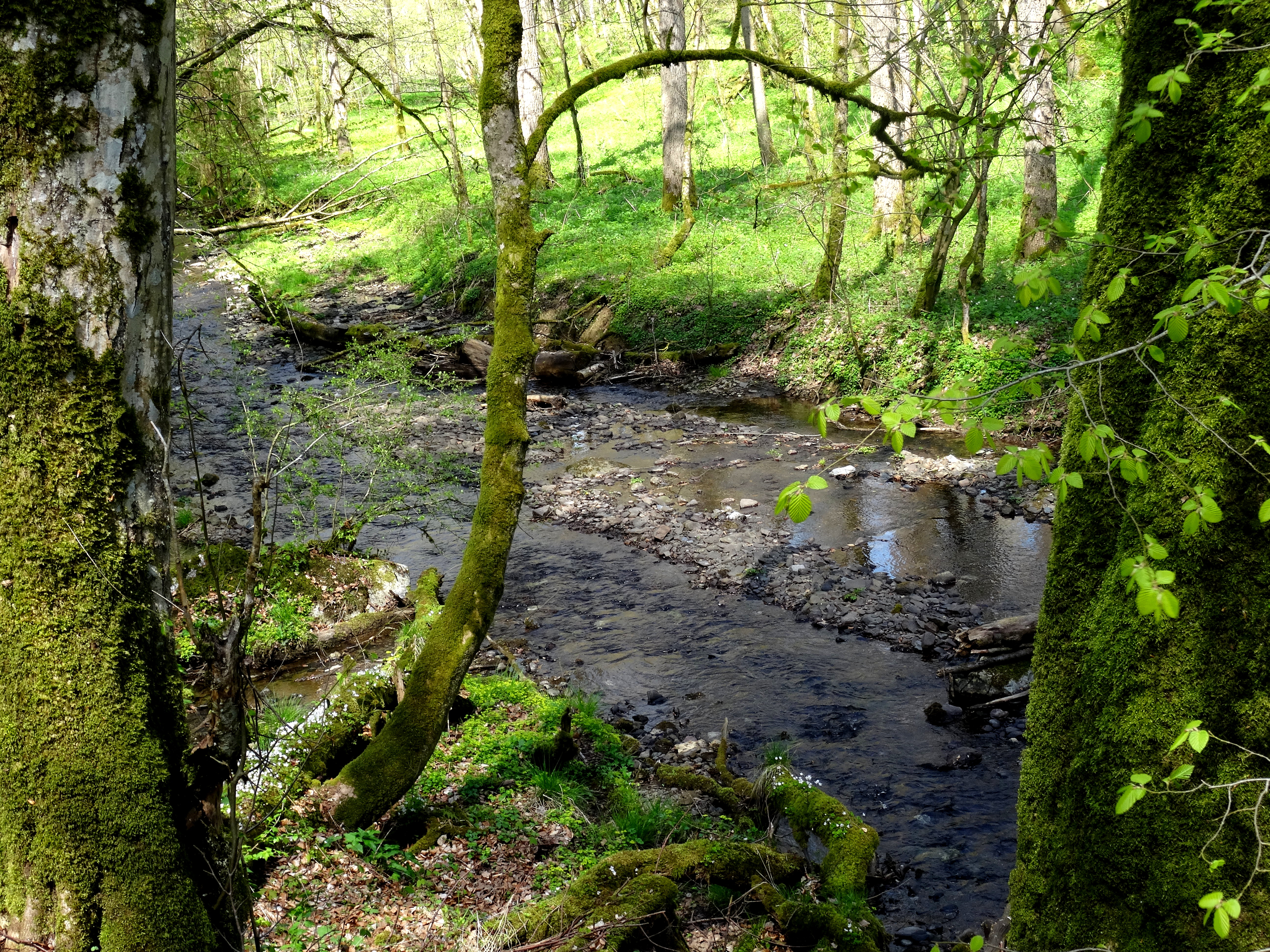
レルメッケタール自然公園

市域の南部はアルンスベルクの森自然公園の一部である。ヴァールシュタインの市域の他の部分は景観保護地区に指定されている。
ヴァールシュタインには9つの自然保護地区 (NSG) が指定されている。このうち5つが自然保護地区であると同時に欧州保護地区 (FFH-地区）である。自然保護地区の内4つは他の市町村にまたがっている。本市の自然保護地区は以下の通り: アルンスベルクの森（3,920.4 ha、メーネゼーにまたがる、FFH-地区）、レルメッケタール（270 ha、リューテンにまたがる、FFH-地区）、メーネタール（154.7 ha、メーネゼーおよびリューテンにまたがる、FFH-地区）、ハモールスブルーフおよびクヴェルベヒェ（307.12 ha、FFH-地区）、オーバーハーゲン (13.24 ha)、ライトヘーレおよびベシェバッハのバッハシュヴィンデン（24.97 ha）、ドレーヴァー採石場（9.7 ha、リューテンにまたがる）、ヴェスタータール（36.65 ha）、ピウスベルク（8.44 ha）。

### 公園

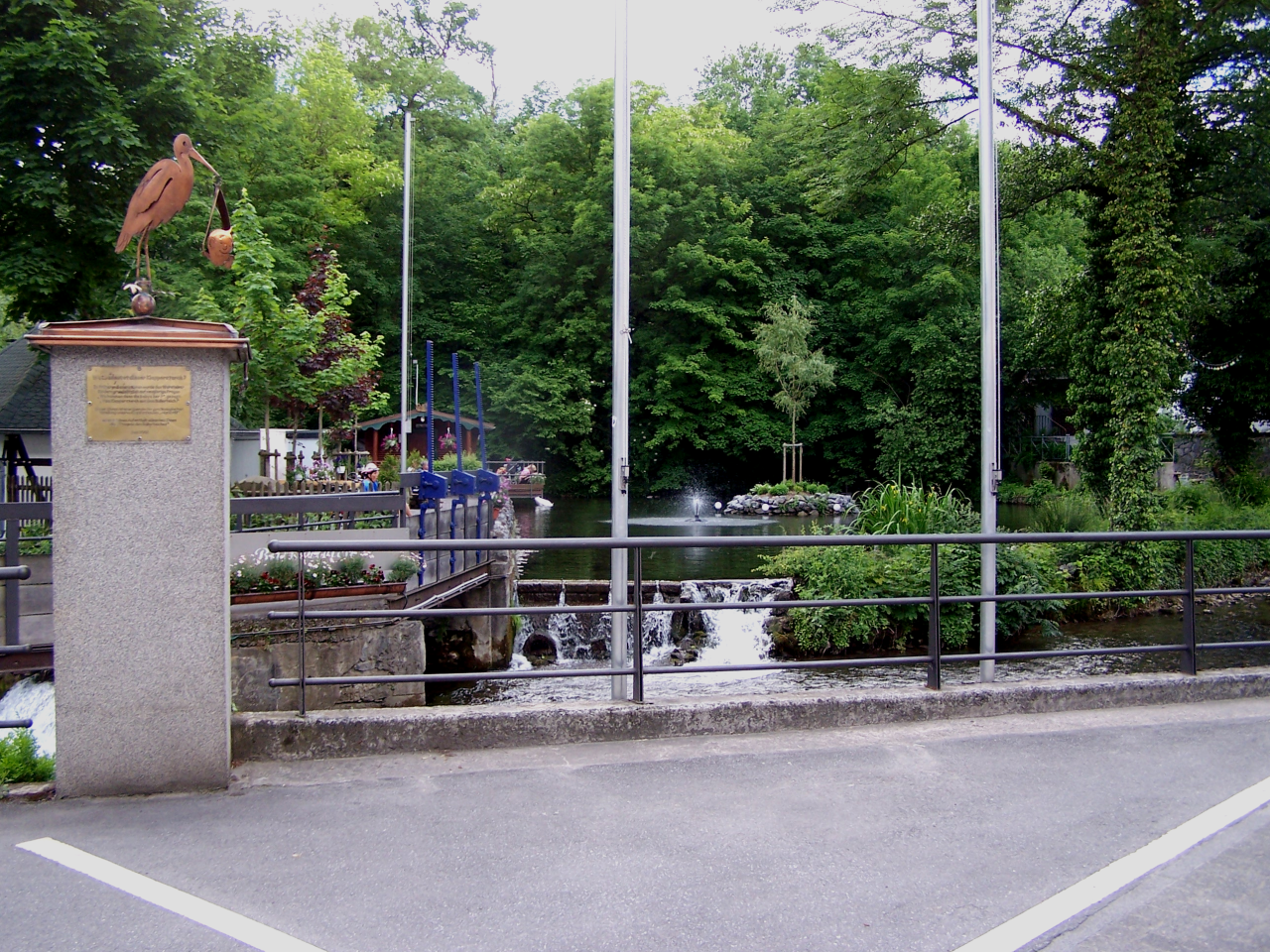
ブラー池

交通量の多い連邦道 B55号線、交番の近くに小さな公園があり、同名の川の水源であるブラー池がある。
ヴァールシュタイン猟獣園は市の西部にある。猟獣園にはオオヤマネコ、アカシカ、ダマジカなどの土着の野生動物がいる。ドイツの重要な鍾乳洞であるビルシュタイン洞窟を見学することもできる。
この他に特筆すべきは、ズットロプ市区シュティレンベルクの精神病院の広い公園風の敷地である。この病院は、1907年に広い敷地を獲得し、各病棟間を公園風に造成した。

### スポーツ

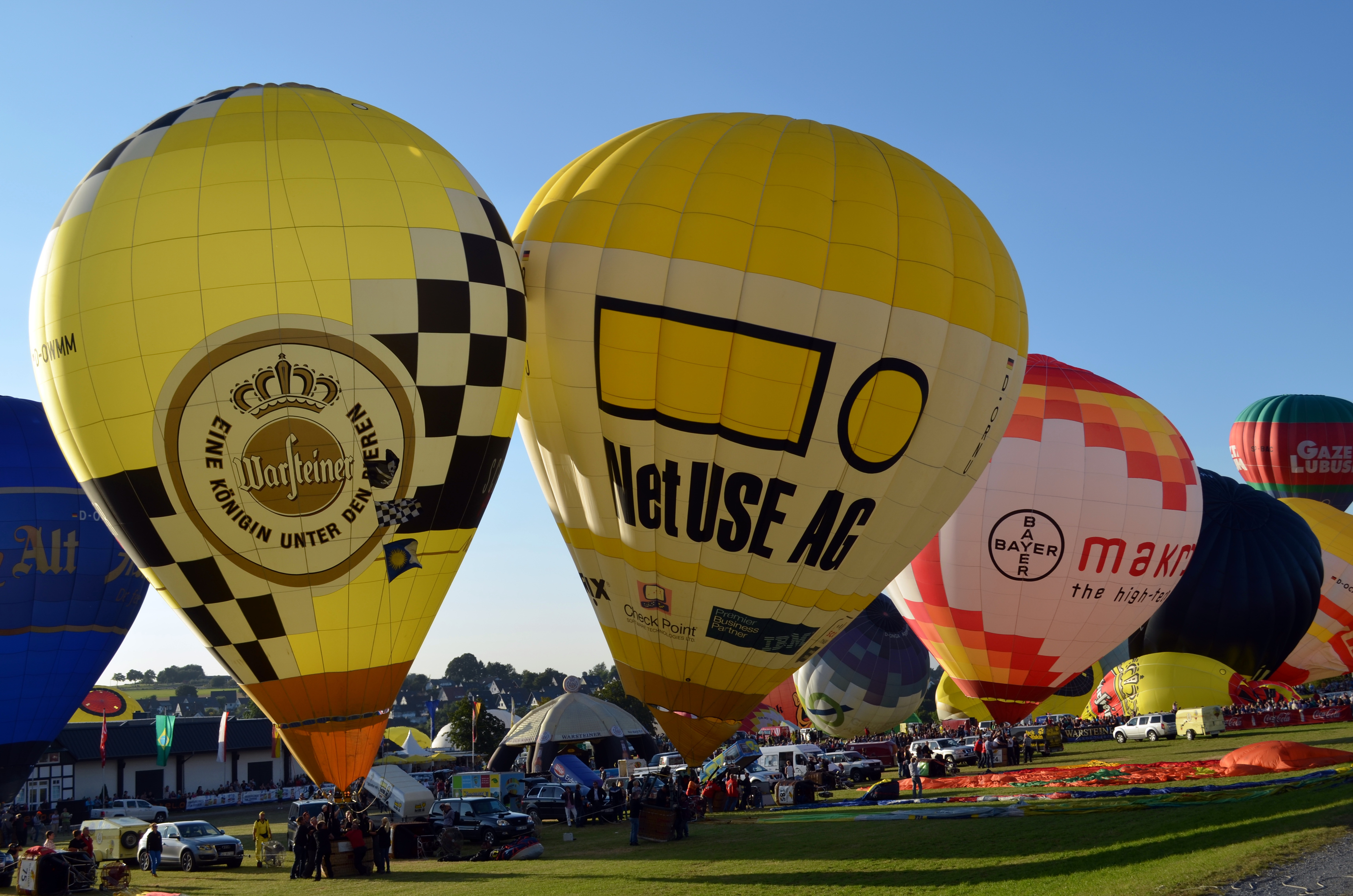
ヴァールシュタイン国際モントゴルフィアーデ2012

ヴァールシュタインには多くのスポーツクラブがあり、サッカー（TuS ヴァールシュタイン）やハンドボール（VfS ヴァールシュタイン）をはじめ様々な競技が行われている。ヴァールシュタイン屋内プールは全天候型プールに改築された。ほぼすべての市区にテニスコートがある。
都区に魅力的なのは、1986年から毎年開催されている熱気球競技会の「ヴァールシュタイン国際モントゴルフィアーデ」である。自転車競技も人気である。毎年モントゴルフィアーデの会場付近でヴァールシュタイン・チャンピオンズ・トロフィーが開催されている。これは特に若い自転車選手にプロ選手になるチャンスを提供している。

### 年中行事
10月の第3日曜日を挟んで金曜日から月曜日まで伝統的なヴァールシュタインの秋の教会祭が開催される。その最後は教会祭月曜日の花火で幕を閉じる。
ベレッケの住民は、ゾーストのフェーデの際のこの集落に対する攻撃終結を記念した「シュトルムターク」を聖霊降臨祭前の水曜日に祝う。シュナーデツーク（パレード）や射撃祭は、ほとんどすべての市区で開催されるのが伝統である。
謝肉祭も大書されるべきである。多くの市区にカーニバル実行委員会が組織され、バラの月曜日の華やかなパレードが常にそのハイライトとなる。市内ではバラの月曜日のパレードが2つ行われる。一つはヴァールシュタインとズットロプが共同で組織するもの、もう一つはベレッケのものである。

## 経済と社会資本

### 産業

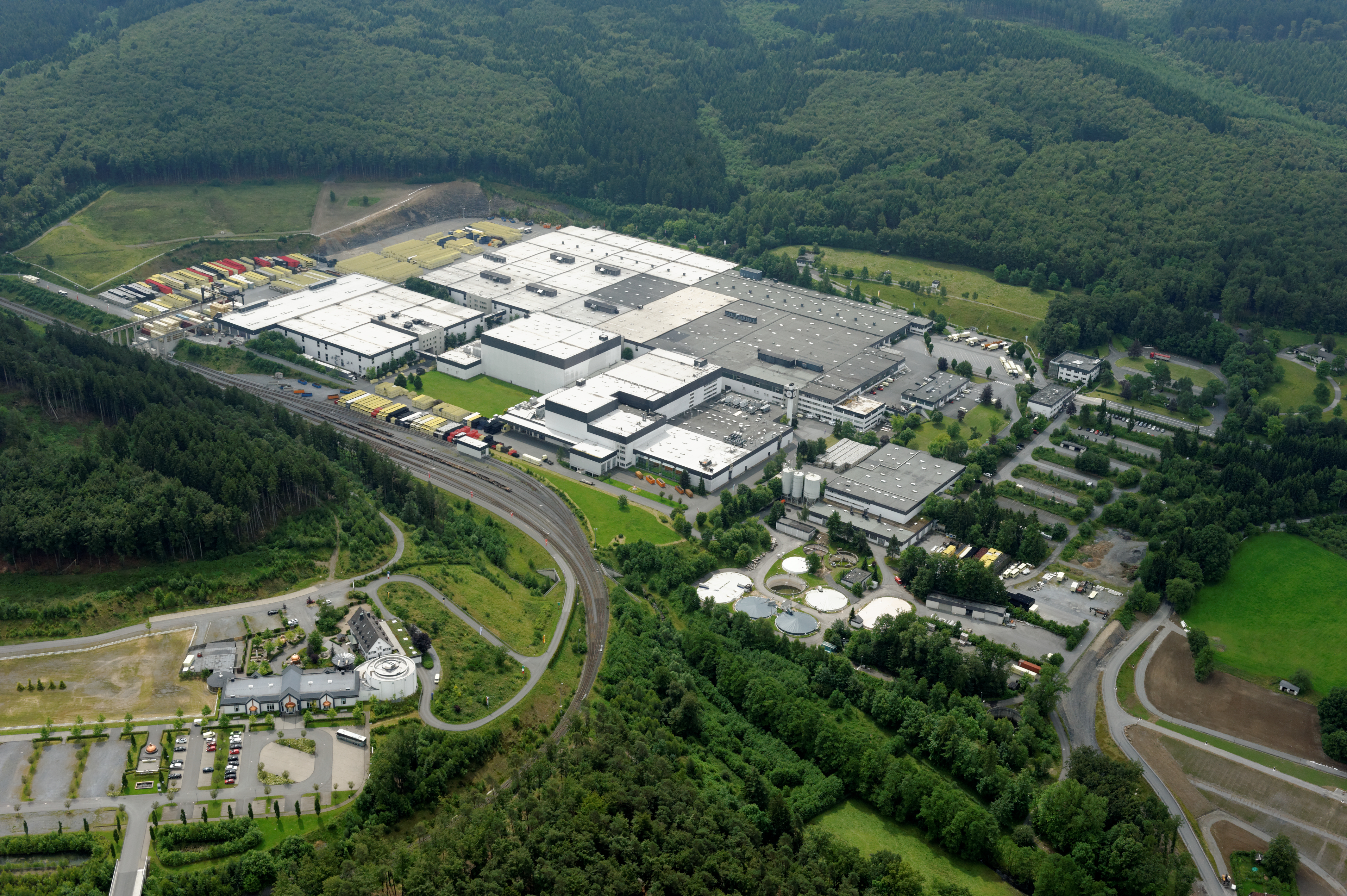
ヴァールシュタイナー・ブラウエライ

ヴァールシュタインの経済上の重点は以下の通りである:
- 林業: ヴァールシュタインの市域南部は、ヴァールシュタイン、ズットロプ、ヒルシュベルクの住宅地を除きほぼ完全に森に覆われている。
- 農業: メーネ川の北側は黄土の土壌であるため農業に適している。この地域はゾースト沃野に属す。
- 醸造業: ヴァールシュタイナー・ブラウエライ（ドイツ語版、英語版）はドイツ最大級のブルワリーの一つである。ズットロプにも小さなブルワリーが1軒ある。
- 鉄加工業: ジープマン＝ヴェルケン
- 電子産業: この分野の大企業がベレッケに支社を置いている（たとえば、インフィネオン・テクノロジー AG）
- 鉱業: 石灰石の露天掘り。純度の高いヴァールシュタインの石灰石はセメント工場の原料混合時の調整に用いられている。

### 交通

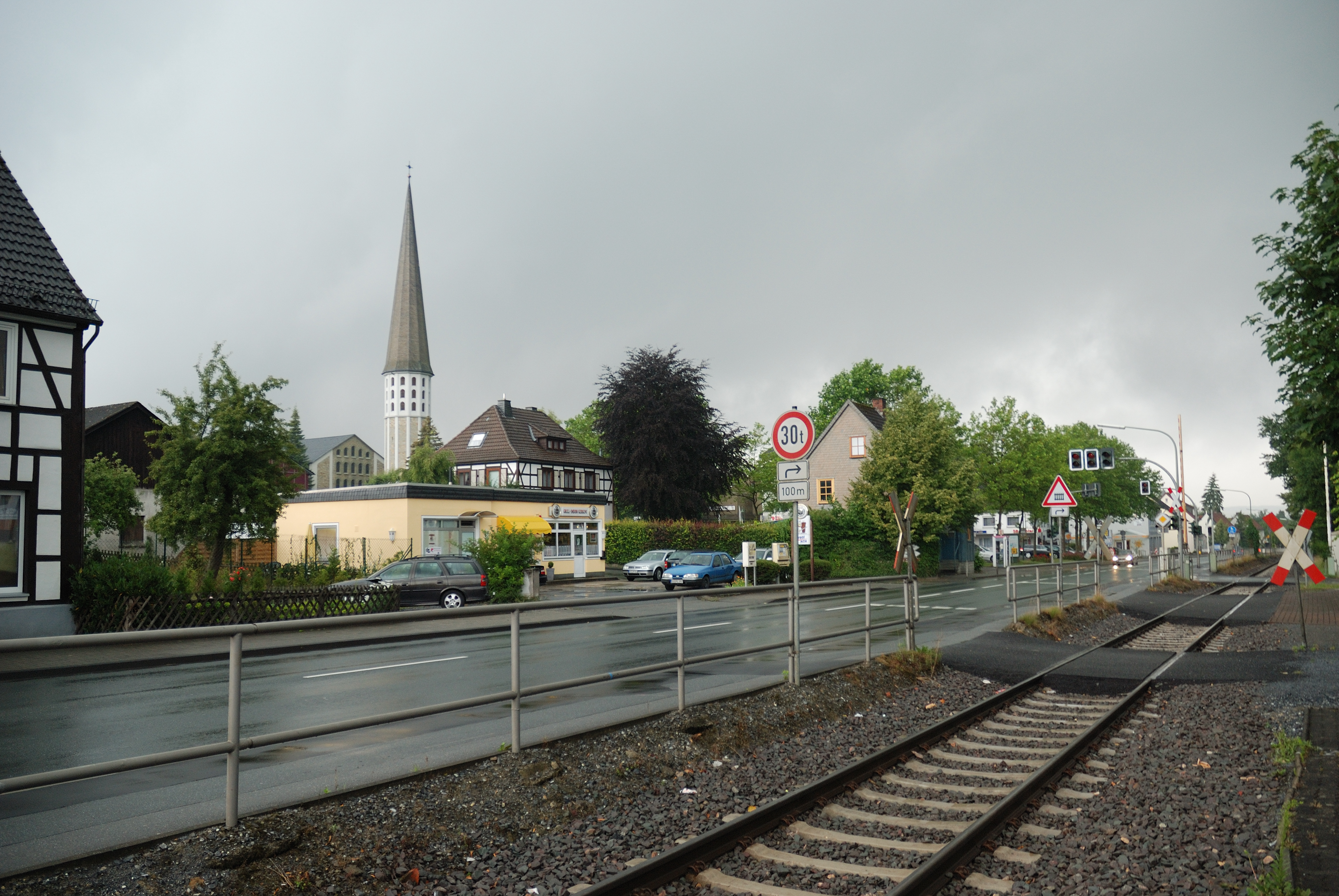
ヴァールシュタイン＝ベレッケの連邦道 B55号線と鉄道ミュンスター - ヴァールシュタイン線

#### 道路
ヴァールシュタイン市内を連邦道 B55号線と B516号線が通っている。アウトバーンは通っていない。ただしアウトバーン A46号線のヴァールシュタイン・インターチェンジがメシェデ市内にある。また、B55号線経由で A44号線にも接続している（エルヴィッテ/アンレヒテ・インターチェンジ）。何十年も前から内市街を迂回するバイパス道路の建設が議論されているが、合意に至っていない。ベレッケ市区ではすでにバイパス道路（エミール＝ジープマン道路）が完成している。

#### 公共旅客交通
ヴァールシュタインは地方バスによってゾースト郡の他の地域と結ばれている。定期運行している路線バスが（少なくとも平日は）リップシュタット、ゾースト、メシェデに通じている。

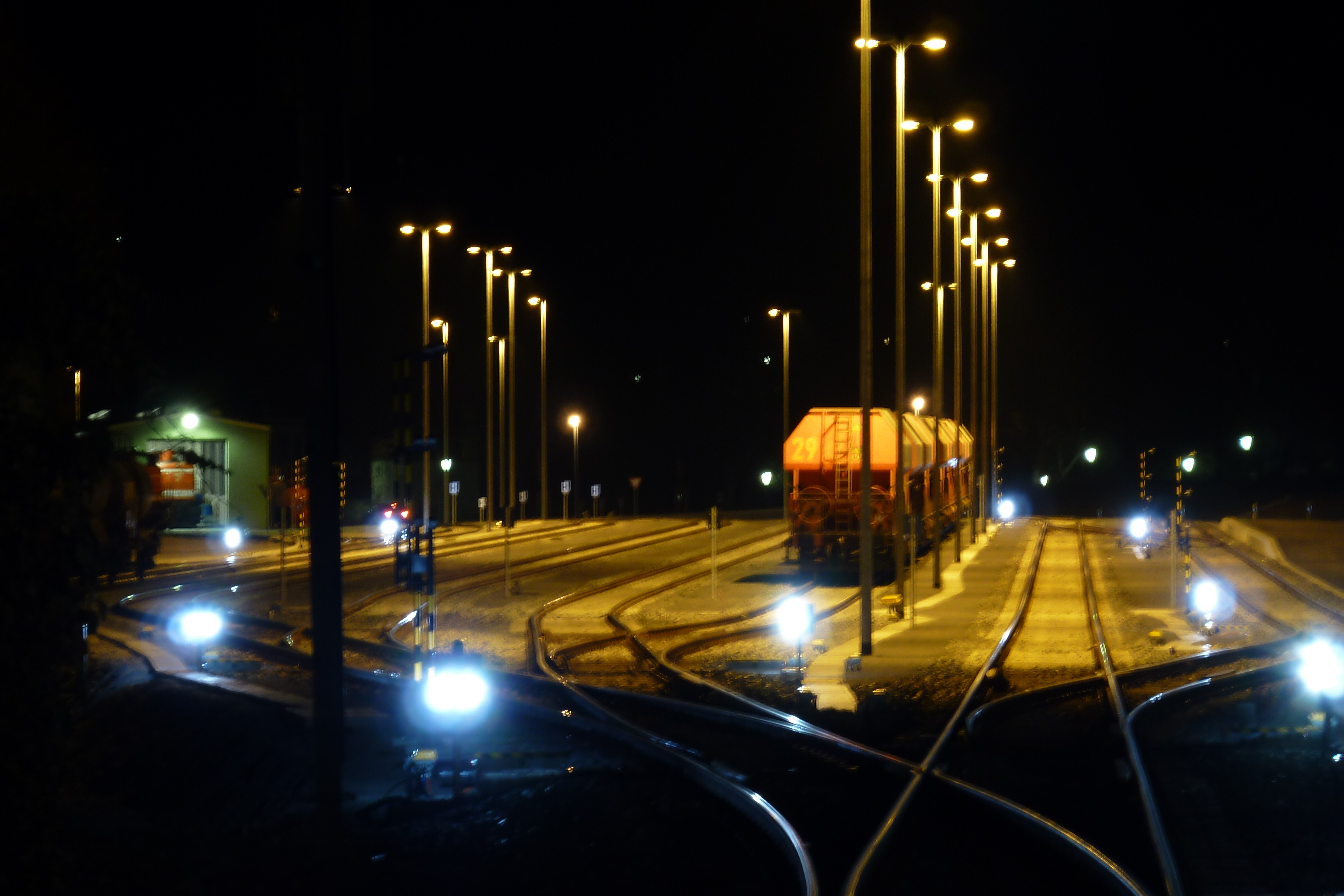
ヴァールシュタイン貨物駅

#### 鉄道
最寄りの旅客駅はメシェデ、ゾースト、リップシュタットにある。ヴァールシュタイン駅は貨物営業のみを行っている。鉄道ヴァールシュタイン - リップシュタット線は1883年に開通し、ヴァストファーレン地方鉄道 (WLE) の路線網の一部を構成していた。旅客運行は1975年に廃止された。ヴァールシュタイン駅からは、ヴァールシュタインのいくつかの石灰石採石場および2005年春からヴァールシュタイナー・ブラウエライと結ばれている。

#### 航空
最寄りの空港は、約 30 km 離れたパーダーボルン/リップシュタット空港である。ルールタールのエーヴェントロプにグライダー飛行場がある。

### メディア
ヴァールシュタインでは、日刊紙「ヴェストファーレンポスト」、「ゾースター・アンツァイガー」、「ヴェストフェリシェ・ルントシャウ」が刊行されている。このうちルントシャウの地方編集局は2005年に閉鎖された。ゾースト郡は、ラジオ NRW と提携しているゾーストに本社を置くローカルラジオ局「ヘルヴェーク・ラジオ」の放送サービス地域である。

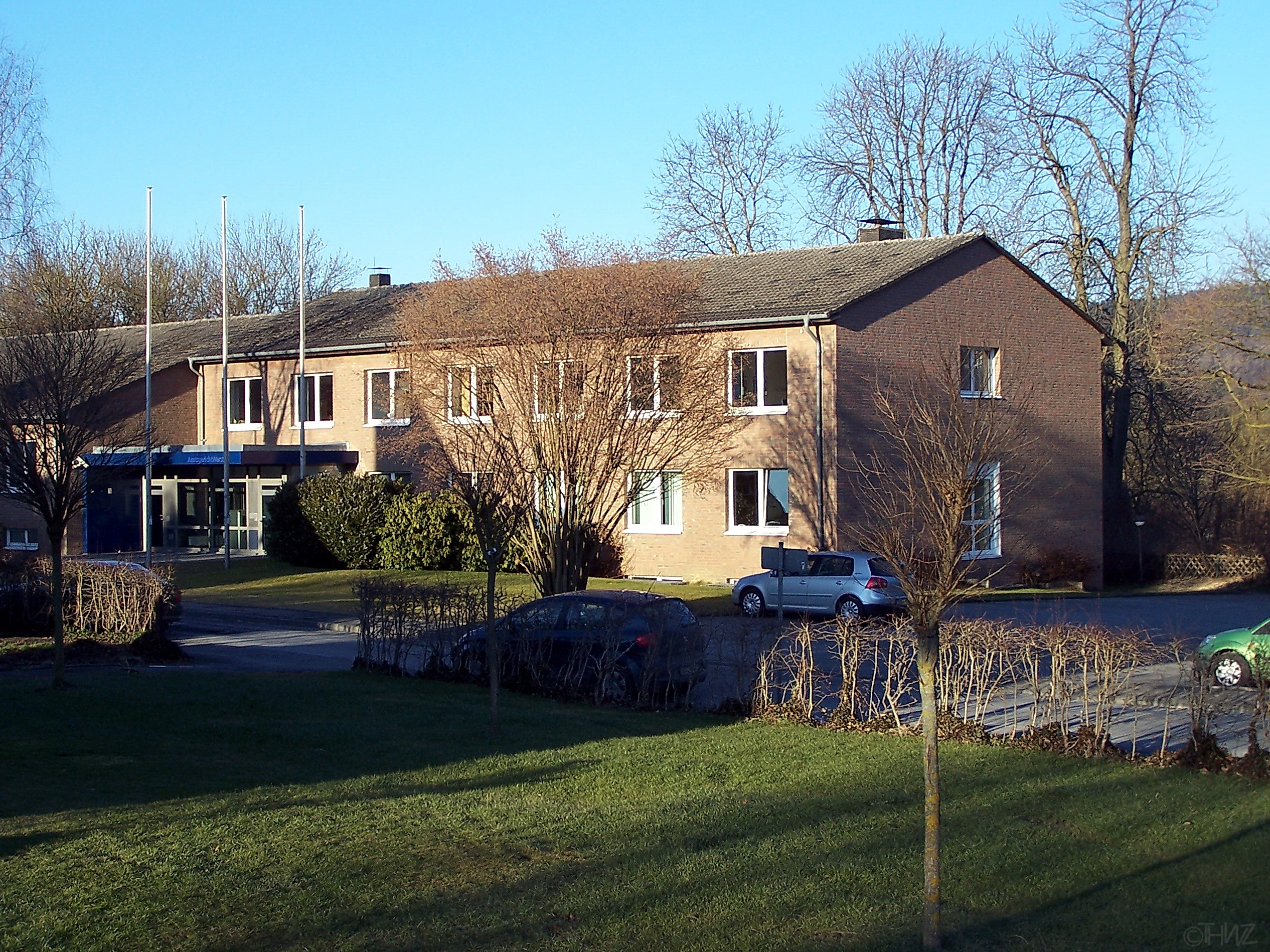
ヴァールシュタイン区裁判所

### 公共機関
本市は、ヴァールシュタインとリューテンを管轄するヴァールシュタイン区裁判所の所在地である。

### 教育
- 基礎課程学校
  - ヨハネス基礎課程学校アラゲン
  - 基礎課程学校ヴェスターベルク・ベレッケ
  - クリストフォルスシューレ・ヒルシュベルク（2011年/12年の学年末で閉鎖）
  - 聖マルガレータ＝シューレ・ジヒティヒフォア
  - ズットロプ基礎課程学校
  - リオバ＝シューレ・グーテンベルク校ヴァールシュタイン（2011年/12年の学年末で閉鎖）
  - リオバ＝シューレ・ヴァールシュタイン
- 本課程学校
  - ヴァールシュタイン＝ベレッケ本課程学校
- 実科学校
  - ベレッケ実科学校
- ギムナジウム
  - ヴァールシュタイン市立ギムナジウム
- 養護学校
  - グリメシューレ、学習障害に重点を置いた養護学校
- 成人教育
  - メーネ＝リッペ市民大学の対象地域はゾースト郡に広がっている。

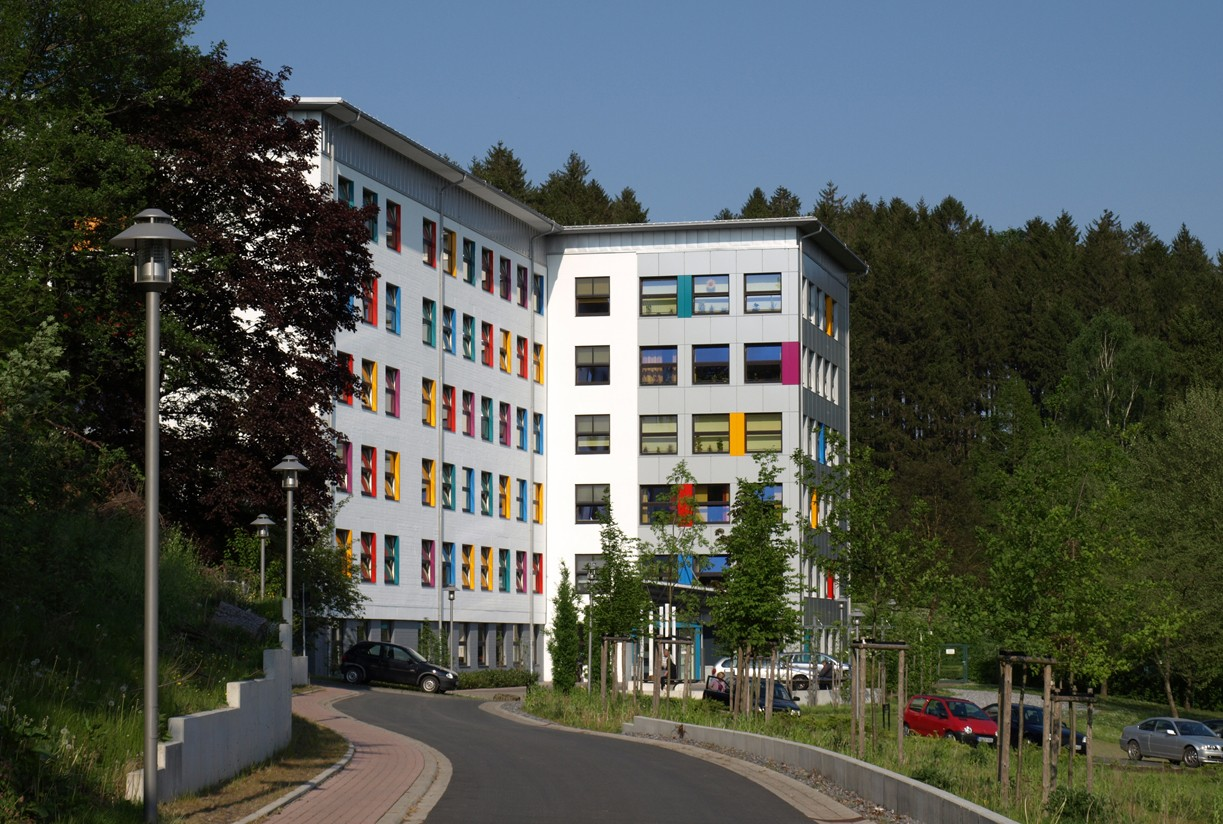
LWL-クリニーク・ヴァールシュタイン

### 健康・保健
ヴァールシュタインには2つの病院がある: 基礎診療病院のクランケンハウス・マリア・ヒルフ・ヴァールシュタインと精神病院 LWL-クリニーク・ヴァールシュタインである。

## 人物

### 出身者
- ハンス＝ヨーゼフ・ベッカー（ドイツ語版、英語版）（1948年 - ）パーダーボルン大司教。ベレッケ地区出身。
- ヤン＝レナート・シュトルフ（ドイツ語版、英語版）（1990年 - ）テニス選手。